# Centipede
Centipede är ett arkadspel från Atari år 1980.

## Tekniska detaljer
Processor MOS 6502 klockad till 1,5 MHz. Ljudkretsen är en Atari POKEY vid 1,5 MHz. Rastergrafik i en upplösning på 240x256 pixlar.